# Urobatis marmoratus
 Urobatis marmoratus  (лат.) — малоизученный вид рода Urobatis семейства Urotrygonidae отряда хвостоколообразных. Обитает в субтропических водах юго-восточной части Тихого океана. Грудные плавники этих скатов образуют округлый диск. Дорсальная поверхность диска тёмная и покрыта многочисленными пятнышками. Хвост оканчивается листовидным хвостовым плавником. В средней части хвостового стебля расположен шип. Максимальная зарегистрированная длина 38,5 см. Не является объектом целевого лова. Вид известен только по единственному описанию голотипа.
Передний край диска почти прямой. Расстояние между глазами составляет более 2/3 дистанции между глазами и кончиком рыла. Тело очень толстое. Кожа лишена чешуи. Эти скаты ведут донных образ жизни. Данных для оценки Международным союзом охраны природы статуса сохранности вида недостаточно.